# Murakozi
Murakozi (Međimurski konj) – rasa zimnokrwistego konia domowego, pochodzi z okolic rzeki Mura w Chorwacji.

## Pochodzenie rasy
Powstała poprzez krzyżowanie miejscowych węgierskich i polskich klaczy z Ardenami, Perszeronami i Norikerami. Na początku XX wieku do rasy została wprowadzona czysta krew arabska.

## Cechy
Średnia wysokość w kłębie tego konia wynosi 160 cm. Ma krótką i muskularną szyję osadzoną na mocnych łopatkach, mocne i krótkie nogi i opadający zad z nisko osadzonym ogonem.

## Użytkowanie
Ze względu na krępą i silną budowę ciała i dobry charakter Murakozi najczęściej są wykorzystywane jako konie pociągowe (do pracy w zaprzęgu lub na roli), a czasem także do jazdy wierzchem.